# Smasti
Smasti (in sloveno Smast) è un piccolo villaggio della Slovenia occidentale, situato nella regione storica del Litorale, sulla riva sinistra del fiume Isonzo. Già comune autonomo, amministrativamente oggi è una frazione di Caporetto.
Ubicato nell'alta valle dell'Isonzo, a occidente del Monte Nero, il suo nome compare per la prima volta nel 1178. Accanto al villaggio sorge la chiesa dedicata a San Lorenzo, edificata su un'altura vicina.
Comune autonomo a inizio Ottocento, in epoca asburgica, già alla fine di quel secolo il capoluogo risulta essere stato spostato all'ex frazione di Libušnje.
Durante la prima guerra mondiale i centri abitati della zona furono evacuati e a Smasti si insediò uno dei comandi di divisione del IV Corpo d'armata italiano. In servizio qui, nel 1916 il giovane caporale Giovanni Michelucci realizzò la sua prima opera architettonica: una piccola cappella da campo a pianta quadrata, con un campanile a telaio ligneo sorretto da una muratura in pietra, caratterizzata dalla presenza di un angolo bucato in facciata per consentire ai militari di assistere alle funzioni dal prato antistante. Dopo la guerra l'edificio fu trasformato in fabbricato agricolo, ma oggi risulta recuperato dalla soprintendenza di Nova Gorica.
Nel cimitero locale, inoltre, è sepolto il poeta Simon Gregorčič che, nella sua composizione più nota, All'Isonzo, celebrò le acque color smeraldo del fiume che scorre poco lontano.